# M17 (sistema de rádio)

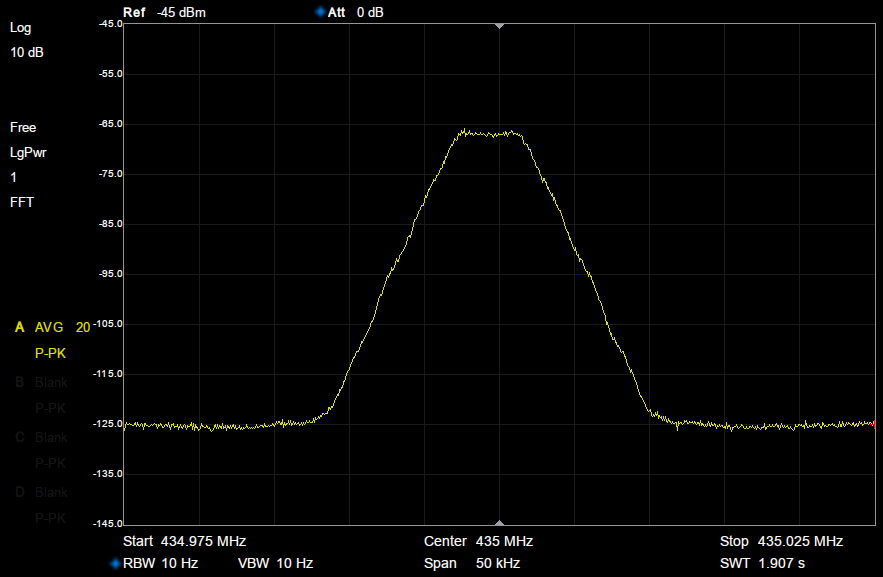
Espectro RF do protocolo M17

M17 é um modo de modulação de rádio digital criado por Wojciech Kaczmarski (indicativo de chamada de rádio amador SP5WWP) et al.      . 
M17 foi concebido principalmente para comunicações de voz na banda de rádioamador VHF e acima. O projeto recebeu uma bolsa do "Amateur Radio Digital Communications" em 2021  e 2022.  M17 foi integrado em vários projetos de hardware e software. Em 2021, Kaczmarski recebeu o Prêmio ARRL de Inovação Técnica para o desenvolvimento de um protocolo de comunicação de rádio digital aberto.

## Dados técnicos

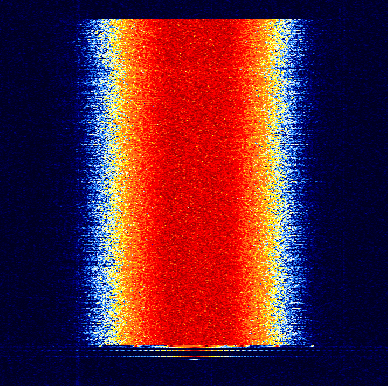
O tempo está no eixo vertical. Vê-se o preâmbulo de 40 milissegundos no inicio da transmissão.

O M17 utiliza a tecnologia de acesso múltiplo por divisão de frequência (FDMA), na qual diferentes fluxos de comunicação são separados por frequência e funcionam em simultâneo. Usa 4.800 símbolos por segundo, chaveamento de mudança de frequência de 4 níveis (4FSK) com um filtro raiz de Nyquist. Os canais de rádio têm uma largura de 9 kHz, com espaçamento de canal de 12,5 kHz. A taxa bruta de dados é de 9.600 bits por segundo, com a transferência real de dados em 3.200. A transmissão é dividida em frames de 40 milissegundos, cada um precedido por uma palavra de sincronização de 16 bits. Um grupo de 6 frames forma um superframe e é necessário para decodificar os dados de informações do link. O protocolo permite a transferência de dados em baixa velocidade (juntamente com a voz), por exemplo Dados de posição GNSS. O M17 foi transmitido com êxito através dos satélites geoestacionários EchoStar XXI e QO-100. A especificação do protocolo é disponível sob a GNU General Public License.

## Codificação de voz
M17 usa Codec 2, um codec de voz de baixo débito, de código aberto desenvolvido por David Rowe (VK5DGR). Baseia-se na codificação preditiva linear com excitação sinusoidal harmónica mista. O protocolo suporta os modos de 3200 (taxa total) e 1600 bits por segundo (meia taxa).

## Controlo de erros
São utilizados três métodos para o controlo de erros: código binário de Golay, código convolucional perfurado e intercalação de bits. Além disso, é efectuada uma operação OR exclusiva entre os bits de dados e um fluxo pseudo-aleatório de descorrelação predefinido antes da transmissão. Isto garante que haja o maior número possível de transições de símbolos na banda base.

## Aplicações
O protocolo M17 foi concebido principalmente para utilização por radioamadores.
- Codificação de indicativos: O campo de 48 bits com um máximo de 9 caracteres alfanuméricos elimina a necessidade de uma base de dados de identificação do utilizador centralizada.
- Criptografia:
  - Criptografia bit scrambler: uma sequência binária pseudo-aleatória criada pela combinação de uma operação exclusiva OR bit a bit sobre o fluxo de áudio ou de dados e um registo de deslocamento de retorno linear que utiliza um de 3 polinómios de retorno com períodos de repetição de 255, 65.535 e 16.777.215 bits.
  - Criptografia AES: cifra de criptografia de bloco de 128 bits.
- Canal lateral de baixa velocidade para transferências de dados curtas e repetidas, por exemplo, dados de posição GNSS ou telemetria.
- Mensagem de texto.

## Suporte de hardware
Com uma pequena modificação de hardware, os rádios TYT MD-380, MD-390 e MD-UV380 podem ser atualizados com um firmware personalizado, gratuito e de código aberto com suporte M17 .

## Ligações com outros modos
Existem ligações entre o M17 outros modos de voz digital, e redes conectadas à Internet. Os modos ligados incluem DMR, P25, System Fusion, D-STAR, NXDN, AllStarLink, EchoLink e IRLP.     

## M17 através de IP
Nós de acesso e repetidores  podem ser ligados através de refletores. Existem mais de 150 refletores M17 em todo o mundo (desde maio de 2023).

## História
O projeto foi iniciado em 2019 por Wojciech Kaczmarski em Varsóvia, na Polónia. Um clube local de radioamadores de que era membro estava envolvido em comunicações de voz digitais. Kaczmarski, tendo experimentado o TETRA e o DMR, decidiu criar um protocolo completamente aberto e deu-lhe o nome do endereço do clube - Mokotowska 17. Como todas as partes do protocolo se destinavam a ser de código aberto, o Codec 2, lançado sob a licença GNU GPL 2, foi escolhido como codificador de voz.

## Projetos com suporte M17
- OpenRTX - firmware gratuito e de fonte aberta para rádios amadores
- DroidStar - cliente de voz digital para Android
- SDR++ - receptor de rádio definido por software de código aberto multiplataforma
- SDRangel - recetor/transmissor de rádio definido por software de fonte aberta e multiplataforma
- OpenWebRX - receptor de rádio definido por software baseado na web
- mrefd
- rpitx